# Alkmaeon
Alkmaeon fra Crotone (græsk: Ἀλκμαίων ὁ Κροτωνιάτης, Alkmaiōn, gen.: Ἀλκμαίωνος; fl. 5. århundrede fvt.) var en tidlig græsk medicinsk forfatter og filosofi-videnskabsmand. Han er blevet beskrevet som en af de mest eminente naturfilosoffer og medicinske teoretikere fra Antikken, og han er også blevet omtalt som "en tænker af betydelig originalitet og en af de største filosoffer, naturforskere og neurovidenskabsfolk gennem tiderne." Hans arbejde i biologi er blevet beskrevet som bemærkelsesværdigt, og hans originalitet, gjorde ham sandsynligvis til en pioner. På grund af vanskeligheder med at datere Alkmaeons fødsel, er hans betydning blevet ignoreret.

## Biografi
Alkmaeon blev født i Crotone og var søn af Peirithos. Alkmaeon siges af nogle at have været en af Pythagoras elever, og han menes at være blevet født omkring 510 fvt. Selvom han primært skrev om medicinske mener, er det noget, der tyder på, at han var en videnskabelig filosof, ikke en læge. Han praktiserede også astrologi og meteorologi. Intet mere vides om begivenhederne i hans liv.